# Arcizac-ez-Angles
Arcizac-ez-Angles ist eine französische Gemeinde mit 254 Einwohnern (Stand 1. Januar 2022) im Département Hautes-Pyrénées in der Region Okzitanien (vor 2016: Midi-Pyrénées). Sie gehört zum Arrondissement Argelès-Gazost und zum Kanton Lourdes-2.
Die Einwohner werden Arcizacais und Arcizacaises genannt.

## Geographie
Arcizac-ez-Angles liegt circa vier Kilometer östlich von Lourdes in dessen Einzugsbereich (Aire urbaine) in der historischen Provinz Bigorre.
Umgeben wird Arcizac-ez-Angles von den fünf Nachbargemeinden:
| Bourréac   |                                             | Escoubès-Pouts |
| Lézignan   | Kompassrose, die auf Nachbargemeinden zeigt |                |
| Les Angles |                                             | Gez-ez-Angles  |

Arcizac-ez-Angles liegt im Einzugsgebiet des Flusses Adour. Der Échez, ein Nebenfluss des Adour, durchquert das Gebiet der Gemeinde ebenso wie sein Nebenfluss, der Ruisseau des Graves.

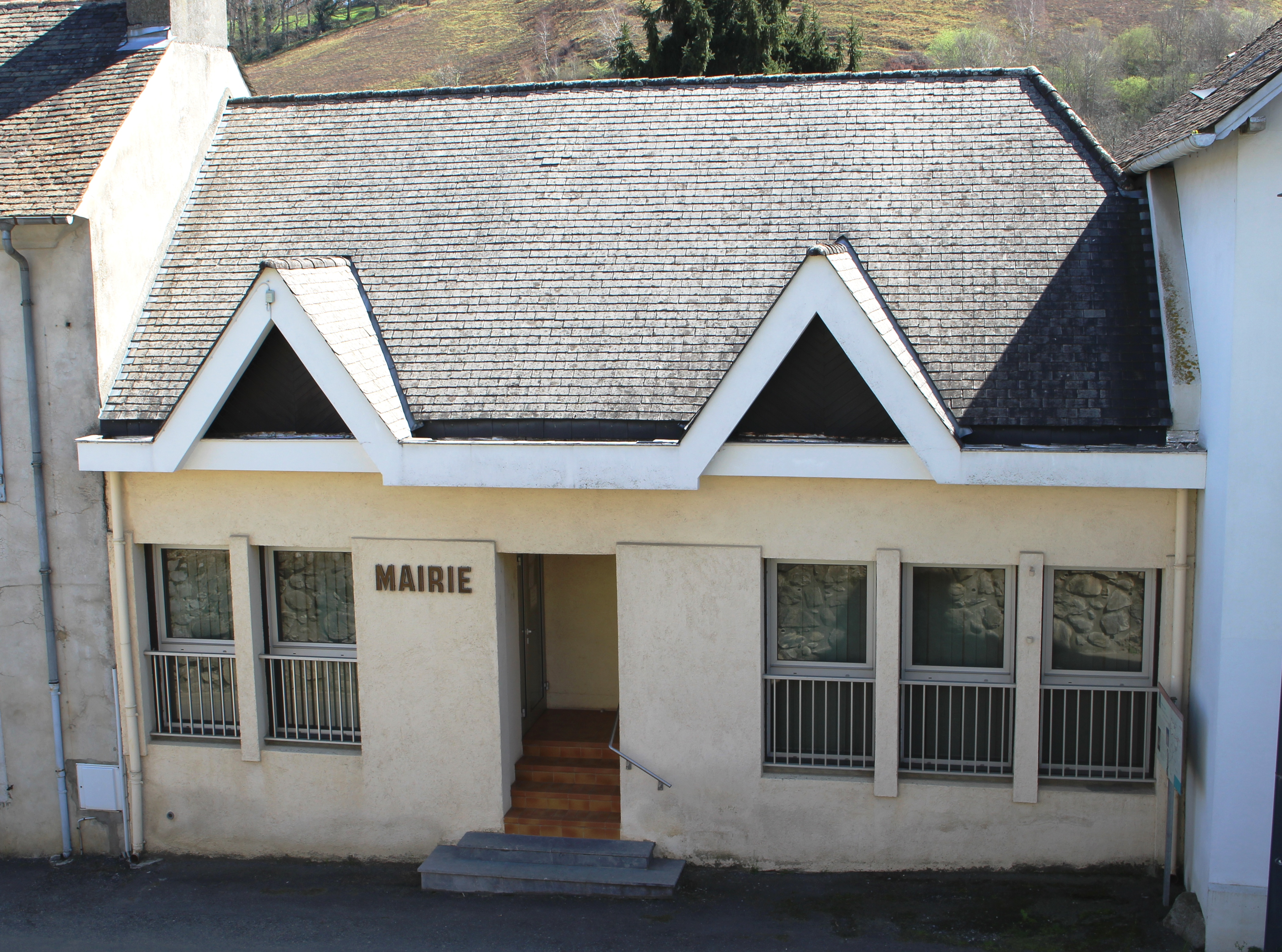
Bürgermeisteramt (Mairie)

## Toponymie
Der okzitanische Name der Gemeinde heißt Arcisac eths Angles. Er hat seinen Ursprung im lateinischen Eigennamen Arcisus mit einem gallorömischen Suffix -akos und einem gaskonischen Endung -ac, das zusammen „das Landgut des Arcisus“ bedeutet.
Toponyme und Erwähnungen von Arcizac-ez-Angles waren:
- De Artizaco (1313, Steuerliste Debita regi Navarre),
- De Arsisaco (1342, Kirchenregister von Tarbes),
- de Arcisaco (1379, Vollmacht Tarbes),
- Arcisac (1429, Volkszählung im Bigorre),
- Arcizac ez Angles (seit 1736, Kirchenbücher),
- Arcizac des Angles (1750, Karte von Cassini),
- Arcizac (1793, Notice Communale),
- Arcizac-ez-Angles (1801, Bulletin des lois).[4][5][6]

## Einwohnerentwicklung
Nach Beginn der Aufzeichnungen stieg die Einwohnerzahl bis zur ersten Hälfte des 19. Jahrhunderts auf einen ersten Höchststand von rund 280. In der Folgezeit sank die Größe der Gemeinde bei kurzen Erholungsphasen bis zu den 1980er Jahren auf rund 125 Einwohner, bevor eine Phase mit zeitweise kräftigem Wachstum einsetzte, die in jüngster Zeit etwas stagniert.
| Jahr      | 1962 | 1968 | 1975 | 1982 | 1990 | 1999 | 2006 | 2011 | 2022 |
| --------- | ---- | ---- | ---- | ---- | ---- | ---- | ---- | ---- | ---- |
| Einwohner | 158  | 138  | 130  | 127  | 157  | 191  | 240  | 269  | 254  |

## Sehenswürdigkeiten

### Pfarrkirche Saint-Caprais
Sie ist dem hl. Caprasius geweiht, der in frühchristlicher Zeit Bischof von Agen gewesen sein soll. Die Kirche besitzt einen mit Schiefer gedeckten Glockengiebel (clocher mur) aus dem 18. Jahrhundert. Ihr einschiffiges Langhaus und ihre beiden Seitenkapellen mit flacher Apsis wurden im Jahr 1864 neu vergoldet. Das Altarretabel auf himmelblauem Hintergrund datiert aus dem 18. Jahrhundert und wird zusammen mit dem Altartisch im romanischen Stil der Werkstatt von Dominique Ferrère zugeschrieben. Es zeigt eine Darstellung des heiligen Caprasius, der von zwei Engeln und vier Schlangensäulen aus imitiertem Marmor eingerahmt wird. Der zentrale Teil wird von einer kleinen Kuppel gedeckt. Der Tabernakel wurde 1737 von Cazaux d’Asté geschaffen. Er wird an beiden Seiten von Anbetungsengeln eingerahmt. Die Seitenkapellen sind dem Apostel Petrus und Maria gewidmet und bergen kleine Altarretabel aus dem 18. Jahrhundert. Das Ölgemälde über dem Weihwasserbecken, das vermutlich ebenfalls aus dem 18. Jahrhundert stammt, zeigt die Taufe Jesu.

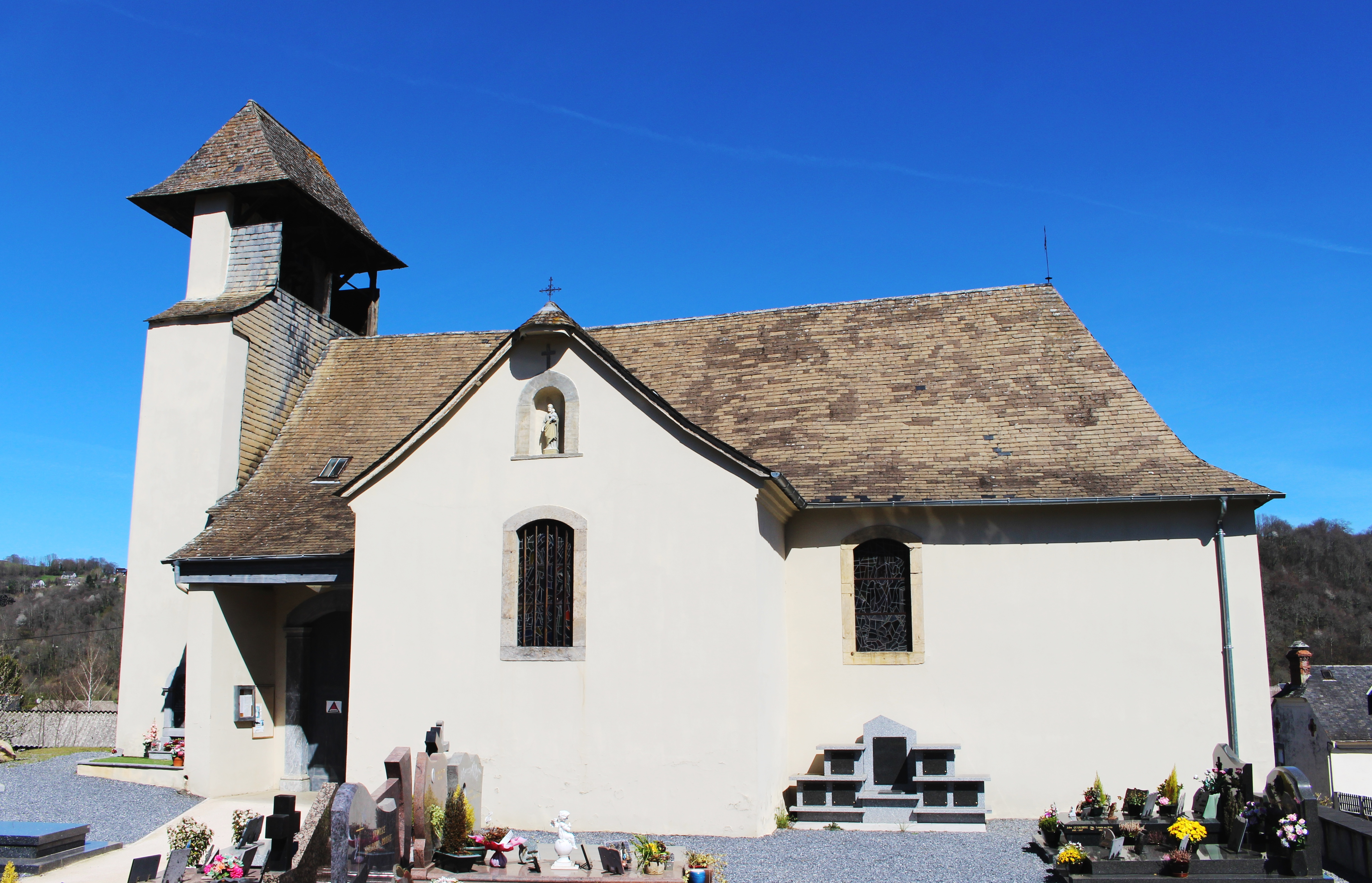
Pfarrkirche Saint-Caprais
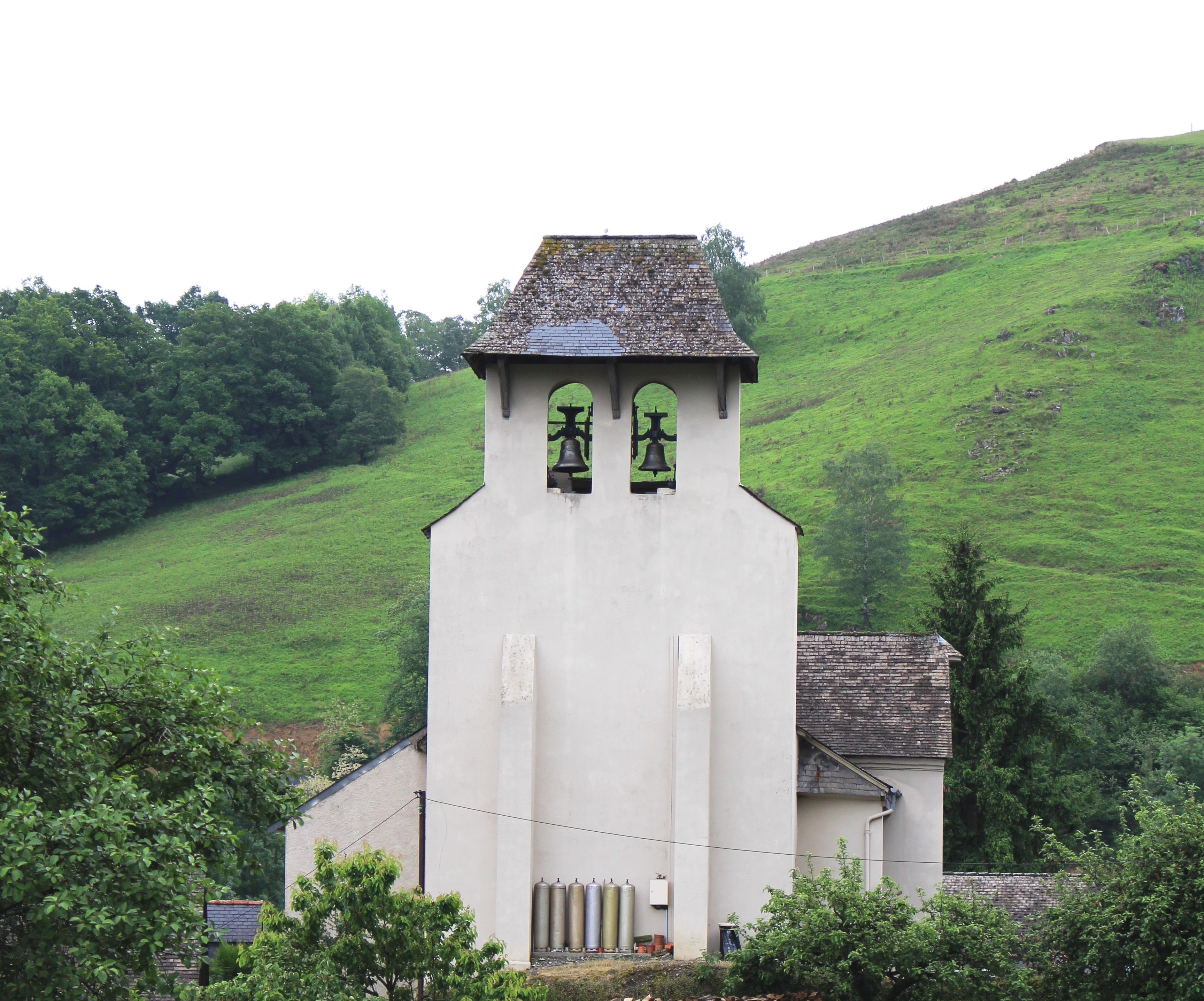
Glockenturm
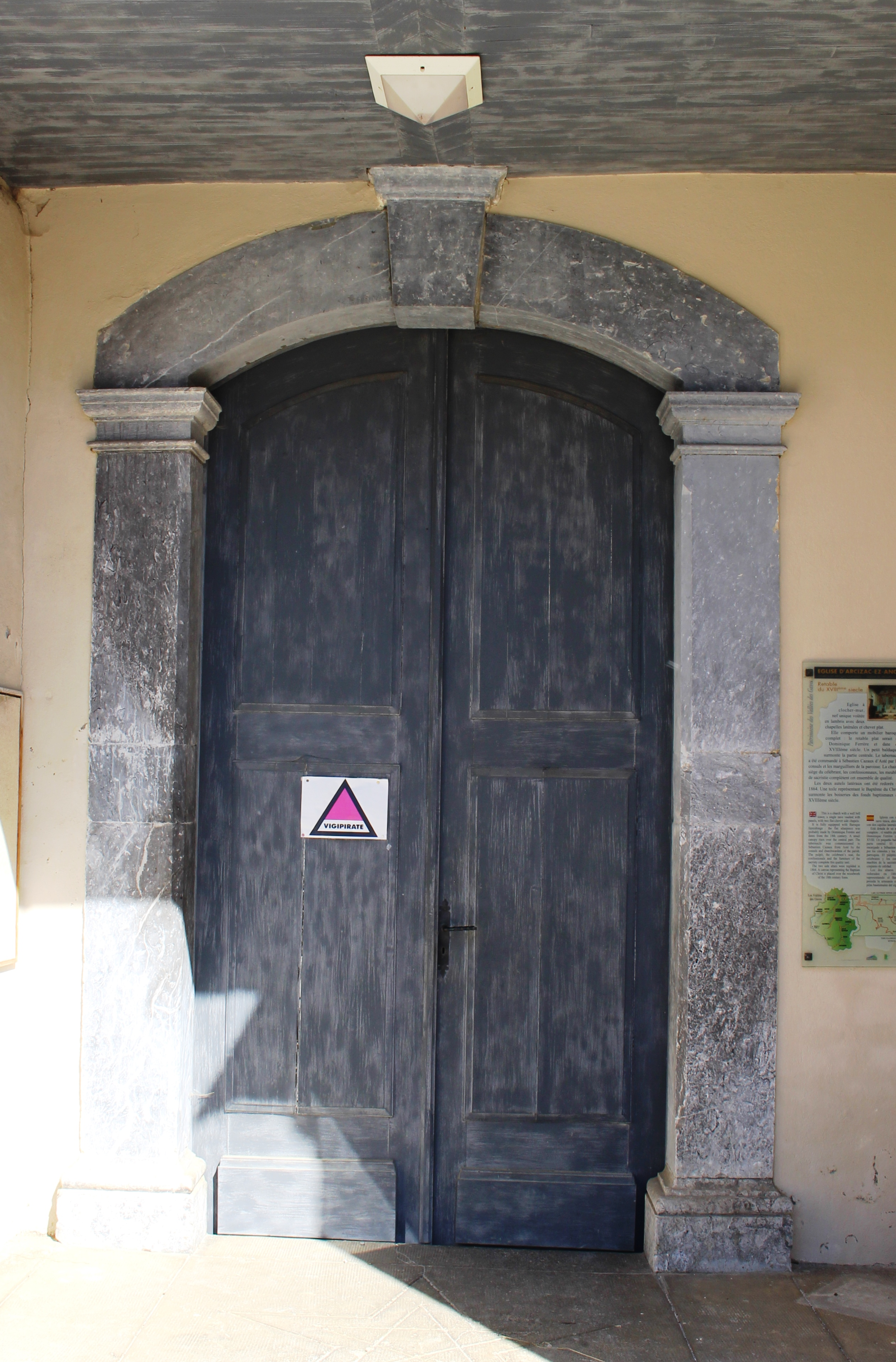
Eingang
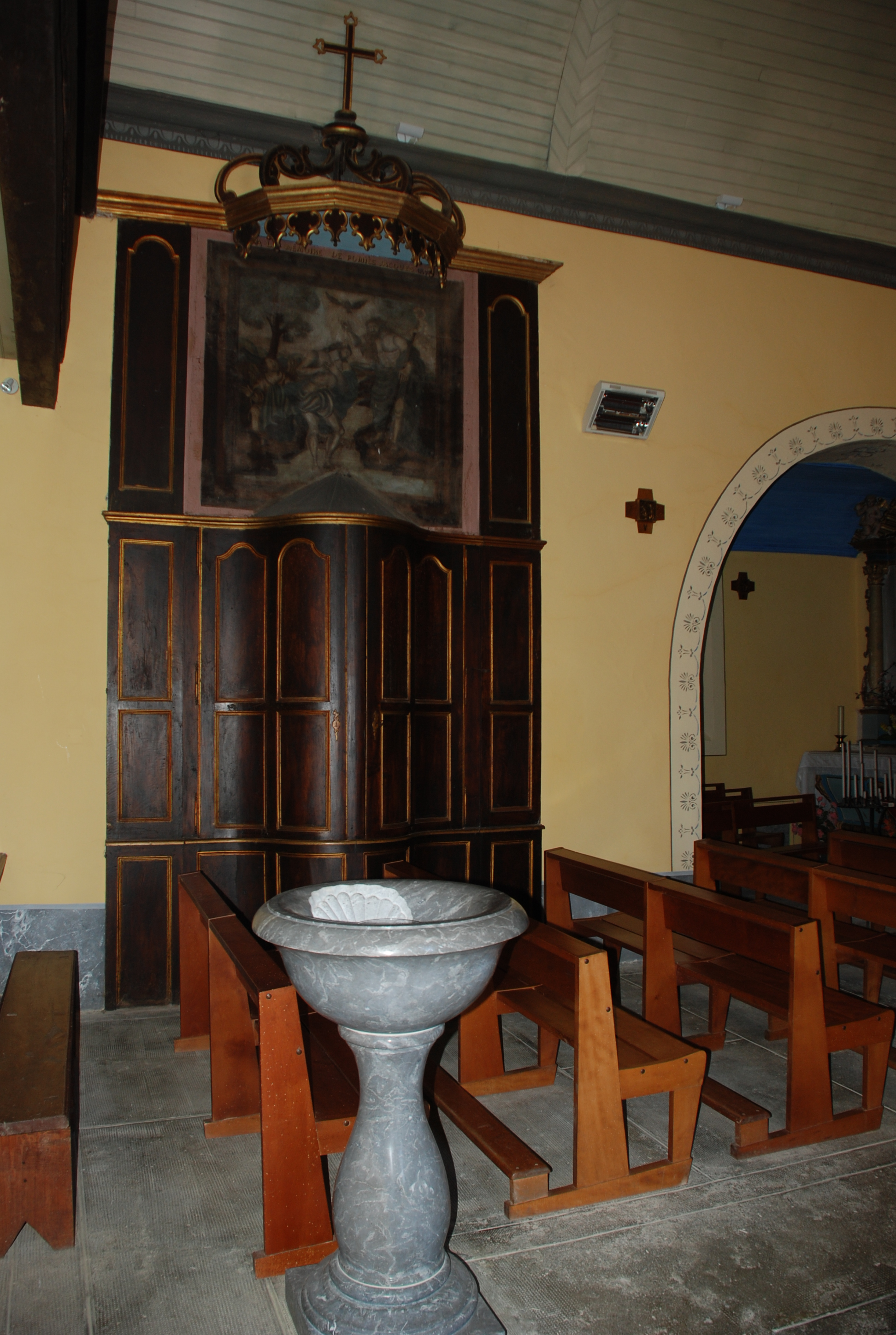
Weihwasserbecken
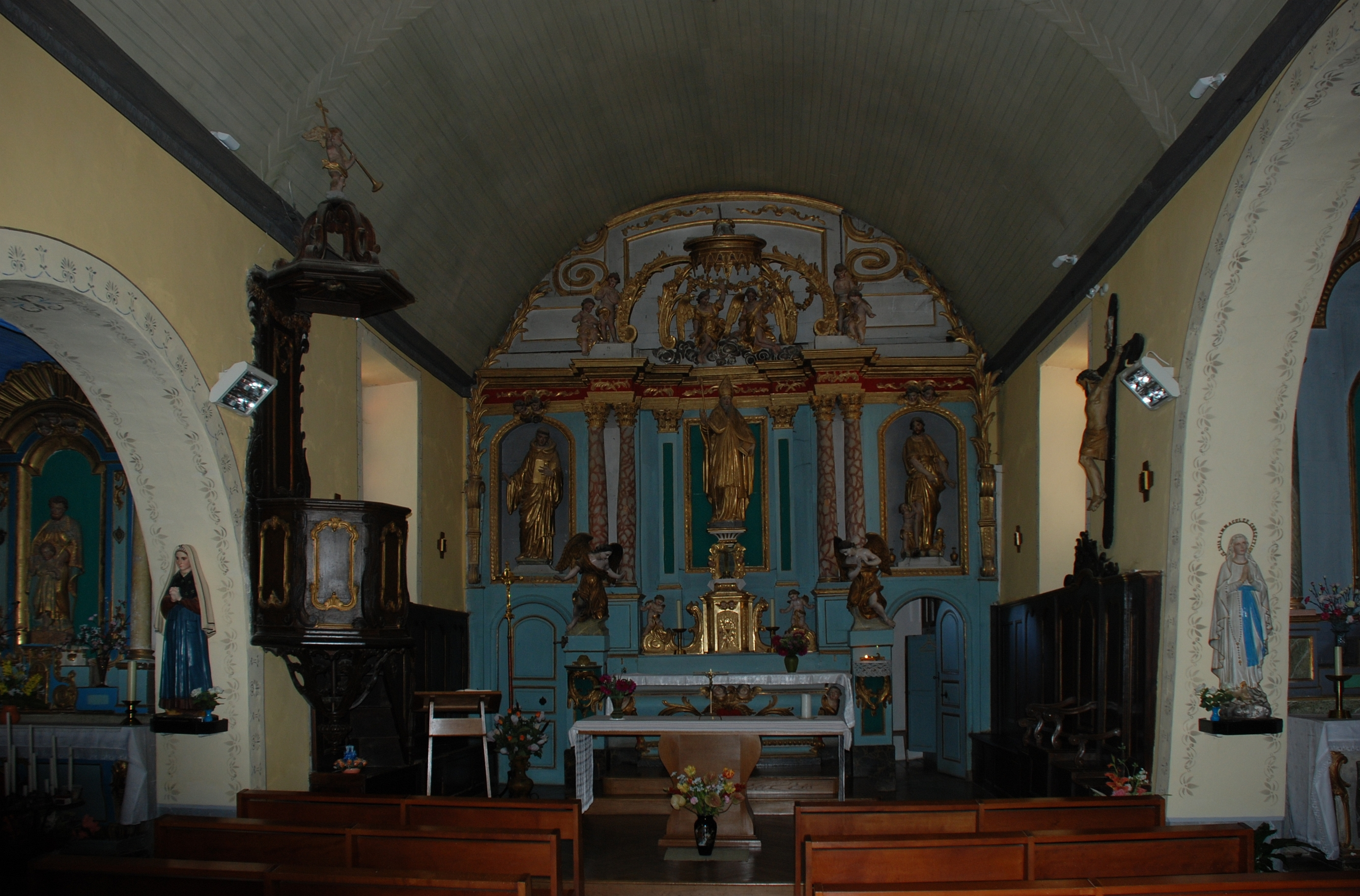
Blick auf den Chor

## Wirtschaft und Infrastruktur
Arcizac-ez-Angles liegt in den Zonen AOC der Schweinerasse Porc noir de Bigorre und des Schinkens Jambon noir de Bigorre.

### Verkehr
Arcizac-ez-Angles ist erreichbar über die Routes départementales 7, 98, 307 und 937, die ehemalige Route nationale 637.

## Persönlichkeiten
Justin Balette, geboren am 3. November 1852 in Arcizac-ez-Angles, gestorben am 20. Januar 1918 in Tokio, war seit 1877 Missionar der Pariser Mission in Japan.